# 葛飾ラプソディー
「葛飾ラプソディー」（かつしかラプソディー）は、日本のシンガーソングライター、堂島孝平の楽曲で、7枚目のシングルである。1997年5月1日に発売。Yum!Yum!ORANGEによる同曲のカバー版「ヤム!ヤム!Version」についても記載する。

## 解説
フジテレビ系アニメ『こちら葛飾区亀有公園前派出所』の3代目オープニングテーマとして、1997年5月4日放送分（第36話）から1999年7月25日放送分（第135話）まで使用された。堂島孝平にとっては初のタイアップ曲である。歴代のオープニングテーマとしては天童よしみの「だまって俺について来い」に次いで2番目に使用期間が長く、知名度も高い。2016年9月18日放送の『こちら葛飾区亀有公園前派出所 THE FINAL 両津勘吉 最後の日』でもオープニングに使用された。
原作者である秋本治の意向により、作品の舞台となっている東京都葛飾区に実在する地名や施設などが歌詞に登場するご当地ソングとなっており、下町情緒を感じさせる曲となっている。テレビ番組で葛飾区の映像が流される際のBGMとしてもしばしば使われる。
「こち亀の主題歌」として語られることは多いが、堂島孝平の楽曲として語られることは少ない。もともとは堂島孝平のアルバム『トゥインクル』の収録曲の歌詞だけを変更して主題歌とする依頼であったが、堂島がそれを断り、自分のアルバムには収録しないという条件で歌詞のみを外注して曲を付けるという運びになった。自ら歌唱することも最後の最後まで抵抗し続けていた。2011年リリースのベストアルバム『BEST OF HARD CORE POP!』まで、自身の活動歴にも組み込んでいなかった。その理由については、アニメソングがミュージシャンのタイアップ枠となり始めた時期にあえて逆行してアニメのためのテーマソングを作ったため、曲自体の評価をもらえたという感覚がなかったからだと語っている。現在はライブやフェスでも歌うようになっているほか、KinKi Kidsへの楽曲提供など他者を意識して楽曲制作するようになった転機が「葛飾ラプソディー」であったと述懐している。
このほか、2022年6月10日よりサントリー「トリス〈クラシック〉/トリス〈ハイボール缶〉」のCMソングとして、堂島自身の歌唱による替え歌を用いたセルフカバーバージョンが起用された。
カラオケのDAMでは1番が堂島版、2番がヤムヤム版の映像となっている。

## 収録曲
1. 葛飾ラプソディー [2:44]
作詞：森雪之丞、作曲：堂島孝平、編曲：中山努・堂島孝平
2. 葛飾ラプソディー（オリジナル・カラオケ） [2:44]

## 収録アルバム
ベスト
- 『BEST OF HARD CORE POP!』

オムニバス
- 『こち亀百歌選〜主題歌ベストコレクション〜』
- 『こちら葛飾区亀有公園前派出所 音楽集2』（TVサイズ）
- 『最新テレビまんが&映画ヒットパレード 男の子向け』
- 『テレビまんが 男の子向け』

## Yum!Yum!ORANGEによるカバー
日本のスカバンド、Yum!Yum!ORANGEの2枚目のインディーズ・シングルとして、2003年12月17日に発売された。ベース曲同様テレビアニメ『こちら葛飾区亀有公園前派出所』7代目オープニングとして2003年10月12日（第300話）から 2004年12月19日（第344話・最終話）まで使用された。また、2005年3月27日に放映されたスペシャルでも使用された。

### 収録曲
1. 葛飾ラプソディー 〜ヤムヤムversion〜 [2:40]
作詞：森雪之丞、作曲：堂島孝平、編曲：Yum!Yum!ORANGE
2. CHANGE MY LIFE [3:25]
作詞：FUMI、作曲：RYU/FUMI、編曲：白井良明
3. Don't Worry! [3:57]
作詞：IZUMI、作曲：RYU、編曲：Yum!Yum!ORANGE
4. 葛飾ラプソディー -instrumental- [2:42]
5. 葛飾ラプソディー -TV version- [1:24]

### 収録アルバム
オリジナル
- 『ORANGE JUICE』（#1,2,3）

ベスト
- 『Yum！BEST』(#1[5],2）

## その他カバー
- アニパンク（アルバム『JAMP!』に収録）
- 影山ヒロノブ（カバーアルバム『誰がカバーやねんアニソンショー』に収録）
- 梶裕貴（ミニアルバム『COVER 〜STORIES〜』に収録）
- フィッシャーズ[6]（アルバム『New Challenger』に収録）
- 美吉田月（アルバム『Ska Flavor loves アニソン!』に収録）
- 吉岡亜衣加（アルバム『泣けるアニソン 〜with you〜』に収録）